# Nederlandse kampioenschappen marathonschaatsen op natuurijs 2011
De Nederlandse kampioenschappen marathonschaatsen op natuurijs 2011 werden op donderdag 23 december 2010 verreden op de Belterwijde bij Wanneperveen in Overijssel. Nog nooit eerder werd er zo vroeg in het schaatsseizoen een NK marathonschaatsen op natuurijs gehouden.
De vrouwenwedstrijd ging over 70 kilometer en begon om 10.30 uur. De mannenwedstrijd ging over 100 kilometer en begon om 13.15 uur. Titelhouders waren Jorrit Bergsma en Maria Sterk die het NK natuurijs 2010 wonnen.

## Uitslagen
| Plaats | Naam                  | Opmerkingen     |
| ------ | --------------------- | --------------- |
| 1      | Bob de Vries          |                 |
| 2      | Ralf Zwitser          |                 |
| 3      | Arjen Becker          |                 |
| 4      | Sander Kingma         |                 |
| 5      | Arjan Stroetinga      |                 |
| 6      | Jorrit Bergsma        | Was titelhouder |
| 7      | Rob Hadders           |                 |
| 8      | Crispijn Ariëns       |                 |
| 9      | Geert-Jan van der Wal |                 |
| 10     | Jouke Hoogeveen       |                 |

| Plaats | Naam                       | Opmerkingen |
| ------ | -------------------------- | ----------- |
| 1      | Foske Tamar van der Wal    |             |
| 2      | Mireille Reitsma           |             |
| 3      | Sandra 't Hart             |             |
| 4      | Jolanda Langeland          |             |
| 5      | Daniëlle Bekkering         |             |
| 6      | Andrea Sikkema             |             |
| 7      | Mariska Huisman            |             |
| 8      | Erna Last-Kijk in de Vegte |             |
| 9      | Margo van de Merwe         |             |
| 10     | Wieteke Cramer             |             |